# Horst (Limburg)
Horst (Noord-Limburgs: Hôrs, ter plaatse vaak als Hôrs gespeld) is de hoofdplaats van de gemeente Horst aan de Maas, in de Nederlandse provincie Limburg. Horst telde 13.374 inwoners in 2023 en heeft een regionale centrumfunctie voor de dorpen binnen de gemeente. Horst geniet bekendheid door de champignonteelt. In Horst wordt ongeveer de helft van de totale Nederlandse opbrengst aan champignons geproduceerd.
Horst ligt aan de A73 en ligt circa 10 km ten zuiden van Venray en 12 km ten noorden van Venlo. In het zuiden ligt het spoor tussen Venlo en Eindhoven. Hier deelt Horst samen met Sevenum het station Horst-Sevenum. In Horst wordt het Horster dialect nog veel gesproken.

## Etymologie
In de vroege Middeleeuwen heette de plaats Berkele. Het is onbekend waarom deze naam veranderd is in Horst. De naam Berkele is nog wel terug te vinden in straatnamen en namen van gebouwen. De naam 'Horst' heeft meerdere betekenissen. De volgende kunnen worden toegepast op de omgeving van Horst. Betekenissen:
- een hoger gelegen stuk beboste grond in een moerassig gebied.
- een gevlochten vogelnest (aardelaarsnest).
- laag struikgewas of nat struikgewas.

## Geschiedenis
De geschiedenis van het huidige gemeentegebied wordt beschreven in: Horst aan de Maas.

### Prehistorie en Oudheid
Restanten van kampplaatsen uit de jongste periode van de Oude Steentijd (ca. 8000 v. Chr.) bewijzen dat de zogenaamde nomadische rendierjagers op het einde van de laatste IJstijd de toenmalige uitgestrekte kille en karige toendra's, op het gebied waar nu Horst ligt, bezochten. Aan de westgrens van de gemeente zijn sporen van deze kampementen gevonden. Uit de Middensteentijd, waarin vuurstenen werktuigjes werden gebruikt, zijn ook vindplaatsen van voorwerpen bekend. Toen de mens de revolutionaire stap van jager naar landbouwer zette (4000-2000 v. Chr.), veranderden ook zijn werktuigen. Uit deze tijd zijn enkele glad gepolijste bijlen gevonden. Uit de Bronstijd zijn een klein aantal grafheuvels bekend. Onder deze heuvels werden de doden bijgezet. Uit de hierop volgende IJzertijd (700 v. Chr.) zijn bewoningssporen teruggevonden. Verbranding van overledenen is vastgesteld in de buurt van de Kasteelse Bossen. Hier werd omstreeks 1945 een urnenveld ontdekt dat dateerde uit de Vroege en Middenijzertijd (ca. 700-500 v. Chr.). Er werd onder andere een zogenaamde Kalenderberg-urn opgegraven. Deze urn, versierd met prachtig geometrisch reliëf, is nu, evenals vele andere voorwerpen, te zien in de Oudheidkamer van Horst. Sporen van bewoning uit de Romeinse Tijd werden bij de meest recente opgravingen in het jaar 2000 gevonden.
De personen die na de Romeinse tijd en de Volksverhuizing in de streek leefden, werden in de zesde en zevende eeuw tot het christendom bekeerd.

### Middeleeuwen
In de 11e eeuw bestond er een kerkje, dat in 1219 geschonken werd aan de Abdij van Averbode. De staatkundige verhoudingen van Horst zijn vóór de dertiende eeuw erg vaag. Vast staat dat Horst een hoge heerlijkheid was met een hoge rechtspraak, dat wil zeggen dat ook "halsmisdrijven" in Horst konden worden berecht. De schepenen van Horst worden voor het eerst genoemd op 8 mei 1345. In 1356 werden de rechten van de Heerlijkheid Horst bevestigd. Deze behoorde tot het Land van Kessel, en zeker vanaf 1400 was Huys ter Horst de zetel van de ambtman van dit land, die namens de Hertog van Gelre de dorpen en het gebied bestuurde. In de Middeleeuwen lag Horst betrekkelijk veilig tussen Peel en Maas. Het is merkwaardig dat in het gebied rond Horst geen plaatsen voorkomen met stadsrechten, of plaatsen die omwald of ommuurd zijn geweest. Al vroeg bestonden in het gebied dat nu de gemeente Horst aan de Maas omvat, zelfstandige gemeenten met een eigen schepenbank. De schepenen waren belast met de rechtspraak, zowel burgerlijk als strafrechtelijk. Bovendien vervulden ze bij het besturen van de gemeente een belangrijke rol. De schepenen spraken recht volgens het oude gewoonterecht dat mondeling werd overgeleverd. Later werden deze gewoonterechten opgetekend en ten slotte vastgelegd in het "Gelders Land- en Stadrecht van het Overkwartier van Roermond" (1620).
Horst was ten slotte ook een heerlijkheid. Aan het hoofd van een heerlijkheid stond een "heer" die "heerlijke" rechten had. De heer had bijvoorbeeld het recht om schepenen te benoemen. De heer, of zijn plaatsvervanger de scholtis, trad op als rechtsvorderaar, met name als aanklager in strafzaken. De heer had recht op een deel van de opgelegde boeten. In Horst vallen het gebied van gemeente, schepenbank en heerlijkheid samen. Vandaar dat deze drie begrippen dikwijls door elkaar werden gebruikt.

### 1500 tot nu

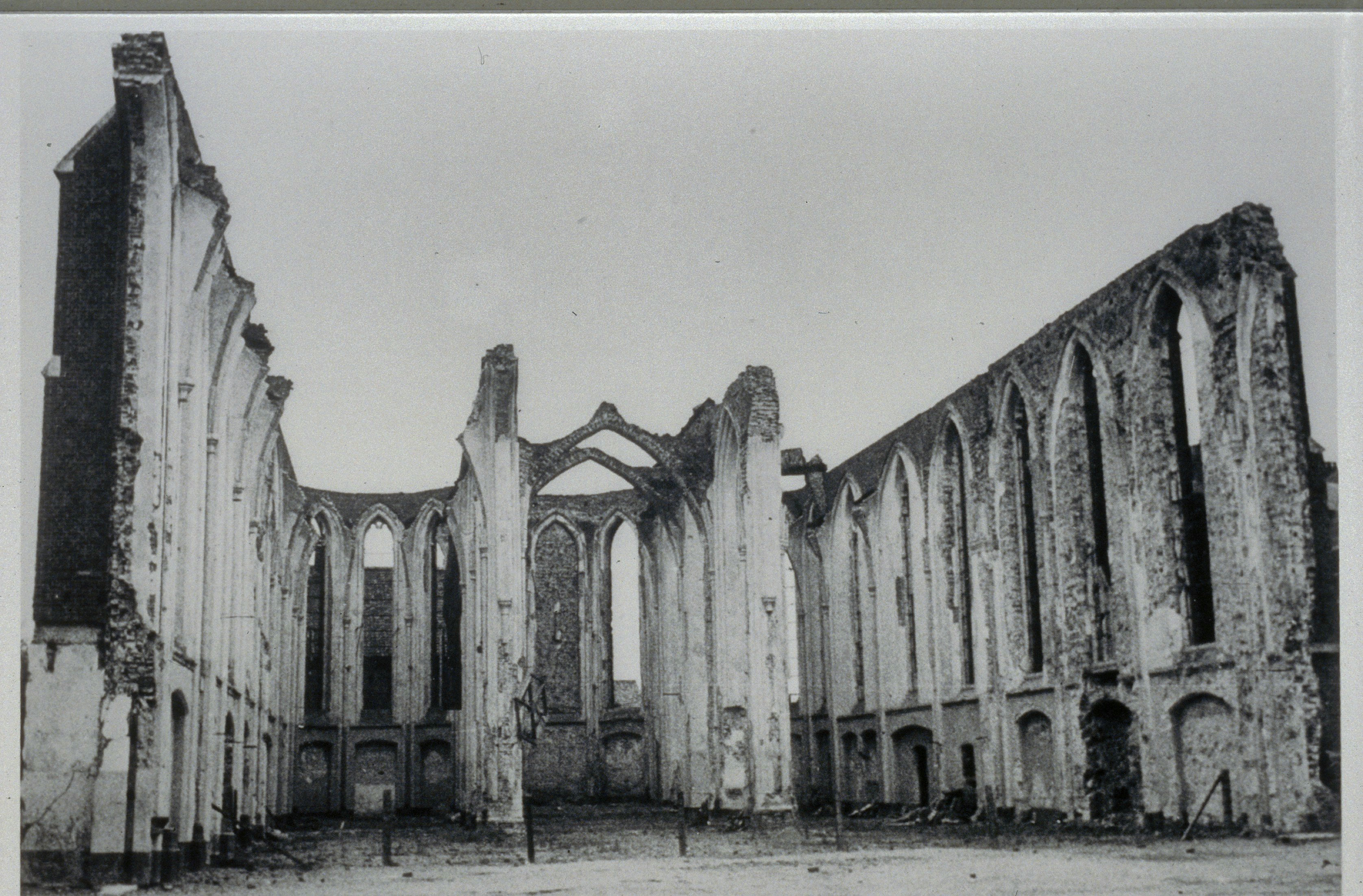
De verwoeste kerk in 1944

In het begin van de zestiende eeuw kwam de Heerlijkheid Horst in het bezit van de Kleefse familie Van Wittenhorst. Horst was in die tijd een centrum van linnennijverheid en kreeg daarom in 1501 het recht om jaarlijks twee jaarmarkten te houden. Het eerste raadhuis werd in 1633 gebouwd. Omstreeks deze tijd was Horst een belangrijke pleisterplaats aan de weg van Cuijk naar Venlo. In 1648 behoorde Horst tot Spaans Gelre en in 1713 tot Pruisen. In 1729 was er een grote brand in Horst. Er is een "beestengeld" lijst van de heerlijkheid Horst uit 1749 bewaard gebleven waarop men kan zien wie er woonde en hoeveel vee ze hadden
Lyste van het Beesten-Geld der Heerlyckheydt Horst voor den jaere 1749
| Gebied         | Aantal gezinnen | Aantal koeien | Aantal runderen | Aantal schapen |
| -------------- | --------------- | ------------- | --------------- | -------------- |
| Eijkelen bosch | 9               | 22            | 16              | 57             |
| Melderslo      | 17              | 38            | 38              | 155            |
| Hegelsom       | 32              | 90            | 52              | 349            |
| Berckel        | 76              | 129           | 41              | 64             |
| Middelick      | 67              | 125           | 25              | 129            |
| Meeterick      | 43              | 116           | 66              | 458            |
| Schadijck      | 14              | 38            | 27              | 176            |
| Oostenrijeck   | 30              | 76            | 44              | 181            |

Vanaf 1815 behoorde Horst tot de Verenigde Nederlanden. Tijdens de Belgische Revolutie was het gebied omstreden, maar middels het Verdrag van Londen van 1839 kwam het definitief aan Nederland. De maatschappelijke veranderingen die zich in de 19de eeuw en in de eerste helft van de 20ste eeuw hebben voltrokken, zijn groot. Aanvankelijk werden de uitoefening van de landbouw en de ambachten op de oude voet voortgezet, maar langzaam aan kwamen er veranderingen op gang die het hele leefpatroon zouden wijzigen.
Bij de officiële ingebruikneming van de eerste stoommachine in Noord-Limburg in de molen van Frans Beuijssen op 22 oktober 1850 speelde de Harmonie van Horst. De Koninklijke Harmonie van Horst is de oudste, nog bestaande, vereniging van Horst. Deze is opgericht in 1817. Op dat ogenblik, men was het zich toen niet bewust, werd in feite een nieuw tijdperk ingeluid: de industrialisatie van Noord-Limburg. De fabrieken zouden aan de werkloosheid en de armoede een einde maken.
In 1850 telde Horst 3331 inwoners die grotendeels leefden van de landbouw. Er waren 545 huizen, 200 weeftoestellen, 3 blauwververijen, 3 brouwerijen, 2 hoedenfabrieken, 1 leerlooierij, 1 orgelmakerij, 2 stroopmakerijen, 2 windmolens en 1 stoommolen. De Molen Op de Laak, een windkorenmolen uit 1893, werd gebouwd met woonhuis en brouwerij.  Er waren twee openbare scholen. In Horst was een lagere school en een Franse school.
In de Tweede Wereldoorlog werd de kerk van Horst verwoest, die in de jaren erna herbouwd is. Horst breidde zich na de oorlog uit in het noorden, en later in het oosten. Vanaf 2005 breidt Horst zich uit aan de westzijde, door middel van nieuwbouwwijk De Afhang. Deze, deels nog te bouwen wijk, zal uiteindelijk plaats moeten bieden aan 550 woningen.
Tot 2001 was Horst een zelfstandige gemeente. In dat jaar fuseerde Horst met de buurgemeenten Broekhuizen en Grubbenvorst tot Horst aan de Maas.

## Economie
Horst heeft een belangrijke functie in de regio, het is de belangrijkste plaats in de gemeente. Horst heeft het grootste winkelgebied van de gemeente, en trekt zodoende bezoekers uit binnen en buiten de gemeente. Echter trekt het Horster centrum vooral bezoekers uit de eigen gemeente. De oorzaak hiervan is de aanwezigheid van grotere plaatsen in de nabije omgeving zoals Venlo en Venray. De bezoekers van buiten de gemeente zijn veelal toeristen die afkomen op bijvoorbeeld het Aardbeienland, attractiepark Toverland of een van de musea in Horst, en overnachten in het Parkhotel of een van de vele campings in de regio. Ook wordt de regio veel bezocht door dagjesmensen uit Duitsland, dit is logisch gezien de ligging. Daarnaast heeft de plaats internationaal naam gemaakt door de champignonteelt. In Horst wordt ongeveer 50 procent van de totale Nederlandse champignonproductie geproduceerd. De omgeving van Horst wordt gekenmerkt door intensieve glastuinbouw. In Horst zijn ook enkele grote bedrijven gevestigd op een van de industriegebieden waaronder een fabriek van tractorfabrikant John Deere.

## Natuur en landschap

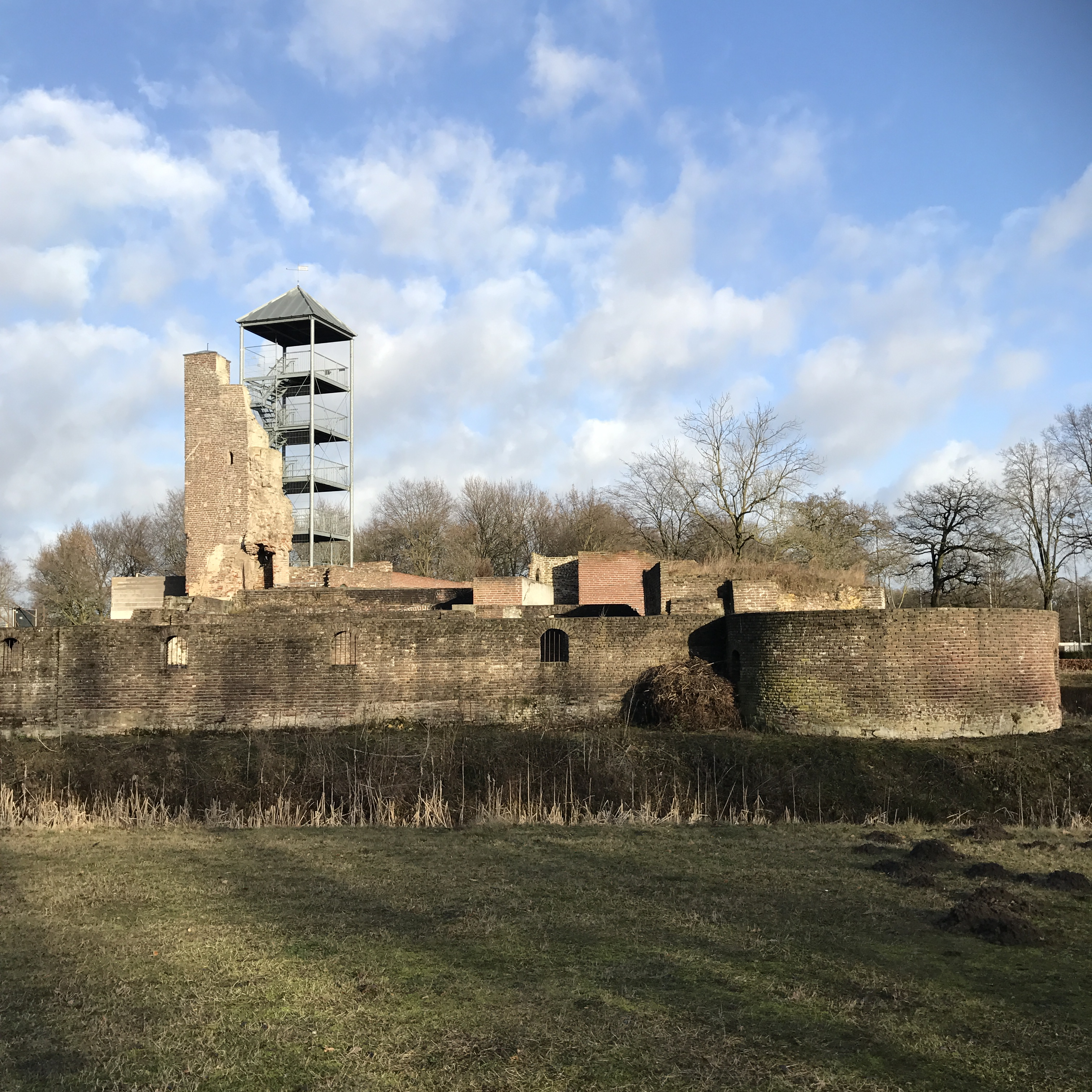
Kasteelruïne Huys ter Horst

Horst ligt nabij de vallei van de Groote Molenbeek, op hoge zandgrond. De hoogte bedraagt ongeveer 24 meter. Vanuit het westen komt de Kabroeksebeek, die door Horst loopt en vervolgens, nabij de Kasteelse Bossen, in de Groote Molenbeek uitmondt. De Groote Molenbeek passeert de kerkdorpen Tienray en Meerlo waarna het uitmondt in de Maas bij Wanssum. De naam van de Kasteelse Bossen is sinds 2009 veranderd in Kasteelpark Ter Horst. De naam verwijst naar het voormalig kasteel Huys ter Horst (zie foto). Op het kasteelpark zijn veel recreatieve mogelijkheden. Men kan er sporten, vissen en wandelen. Ook is er een zandstrand aanwezig. Rondom het kasteelpark wordt ook enkele keren per jaar een grote rommelmarkt gehouden.
Ten noordwesten van Horst ligt het grootste natuurgebied in de omgeving: de Schadijkse bossen (in de richting van Meterik). De bossen hebben een oppervlakte van 525 ha.
De omgeving van Horst wordt gekenmerkt door, vaak intensieve, landbouw, waaronder grootschalige champignonteelt en glastuinbouw.
In het zuidoosten vindt men nog natuurgebied de Reulsberg, een voormalig heide- en stuifzandgebied en tegenwoordig vooral naaldbos. De Reulsberg is een populair wandelgebied.

## Cultuur en recreatie

### Bezienswaardigheden

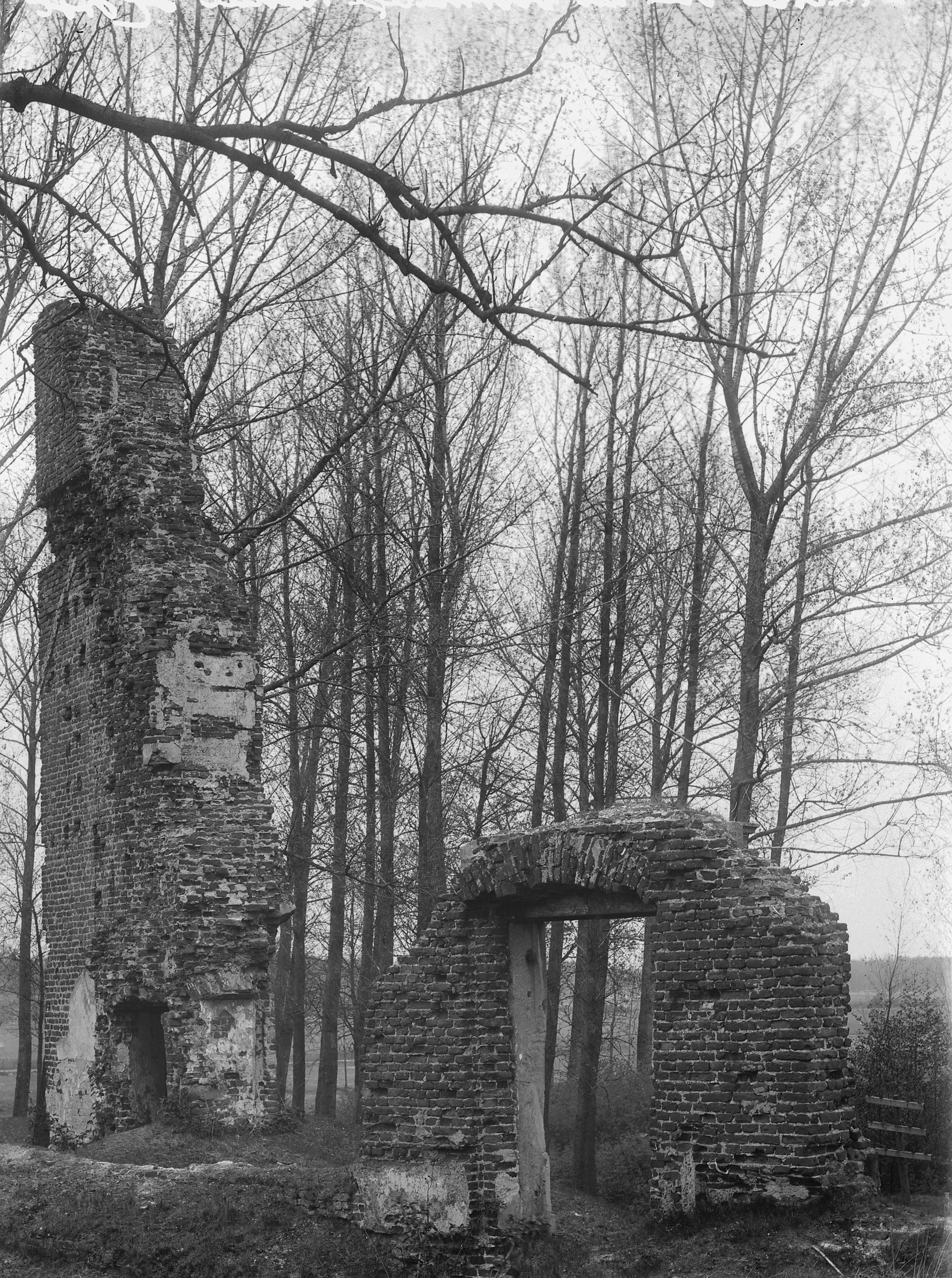
Kasteelruïne Huys ter Horst, begin 20e eeuw.

- De kasteelruïne van Huys ter Horst met het voormalig landgoed Kasteelse Bossen. Waarschijnlijk zijn de eerste delen van het kasteel in 1326 gebouwd. Echter stelde het gebouw in die tijd nog niet veel voor. Waarschijnlijk waren het enkele muren, met daaromheen een gracht. In de 13e, 14e en 15e eeuw is het kasteel uitgebreid met een toren, boerderij, kasteelpoort en een hofje. In 1579 werd het kasteel geplunderd en gedeeltelijk verwoest door rondtrekkende soldaten. In 1660 kreeg het kasteel een nieuwe bewoner en werd het kasteel grondig verbouwd, vergroot en opgeknapt. De laatste grootte aanpassingen aan het kasteel dateren uit de 18e eeuw. In 1791 kwam het kasteel onder de hoede van Frans Clemens. Onder zijn gezag begon geleidelijk het kasteel te vervallen en werd het uiteindelijk onbewoonbaar. In 1842 werden hierdoor grote delen gesloopt. In 1950 werd het kasteel overgedragen aan Staatsbosbeheer. In 1961 kwam het Huys ter Horst via ruil in handen van de gemeente Horst. Tussen 1969 en 1976 werden er opgravingen gedaan in en rondom het kasteel. In 2003 werd een deel van het kasteel hersteld, en werd het toegankelijk voor toeristen door middel van een uitzichtstoren. De gemeente is tot op de dag van vandaag nog bezig met het gedeeltelijk herbouwen van het kasteel.

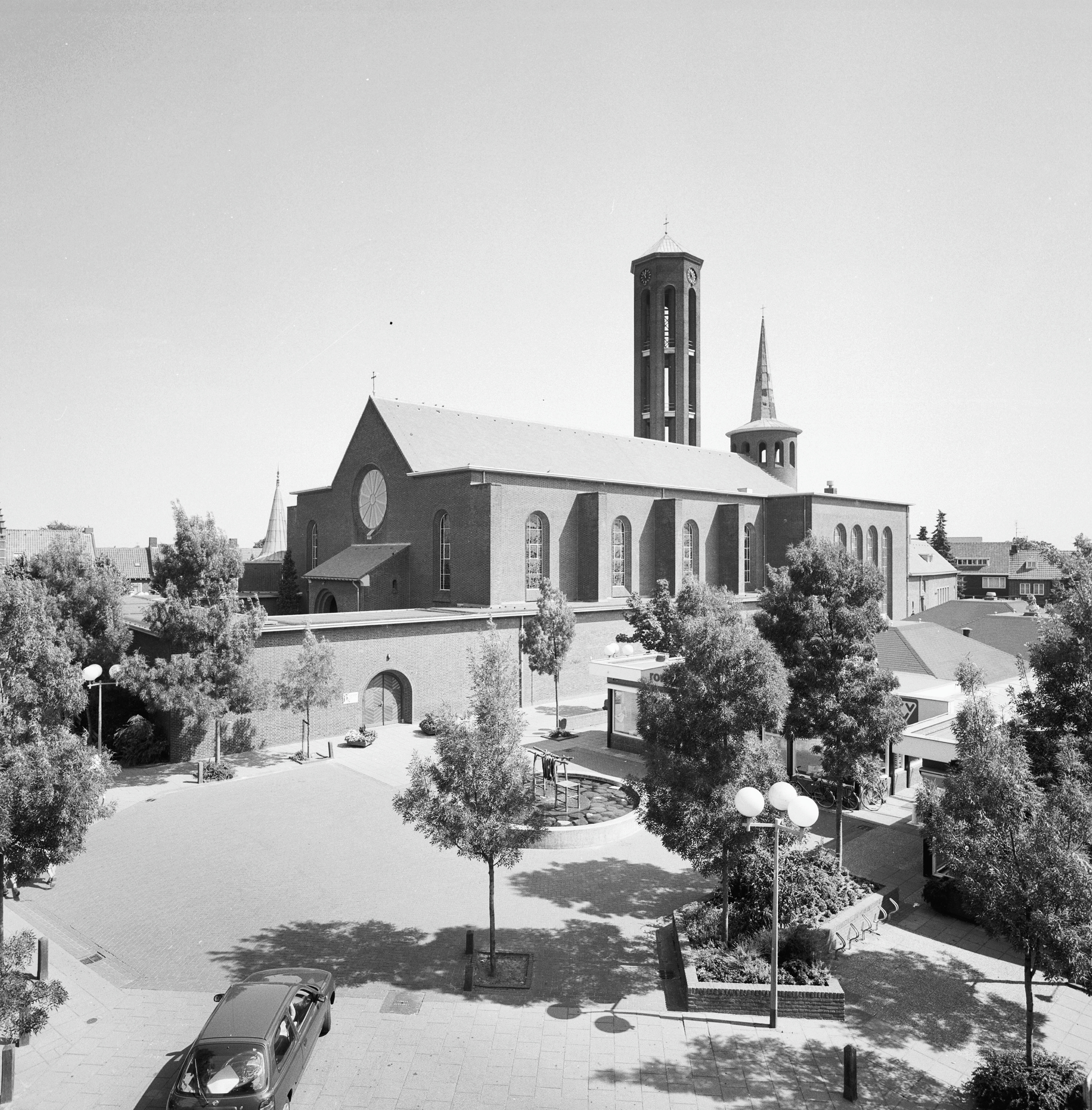
Sint-Lambertuskerk, in 1995

- De Sint-Lambertuskerk van 1952-1954, aan St. Lambertusplein 16. De eerste vermelding van de kerk komt uit 1219, ook het  jaar van de eerste vermelding van Horst zelf. Rond 1400 is de kerk behoorlijk vergroot en verbouwd, onder andere met een grote toren. Ook in de jaren 1869 en 1925 is de kerk vergroot. De toren uit 1400 bleef uiteindelijk staan tot 1944, in de Tweede Wereldoorlog. Op 12 oktober 1944 werd de kerk en de omliggende gebouwen beschoten door de Duitsers, waardoor de kerk in brand vloog. Bewoners probeerden de brand te blussen en stelden kunststukken uit de kerk veilig. Een maand later, op 22 november 1944 probeerden de Duitsers de kerk op te blazen. De eerste poging mislukte, maar de tweede poging slaagde wel. De kerk werd volledig verwoest, waaronder ook de eerder geredde kunststukken. In 1948 werden de eerste tekeningen voor een nieuwe kerk gemaakt, deze zijn niet geaccepteerd, waarschijnlijk leken deze te veel op kerken in de buurt. In 1949 werd er opnieuw een bouwtekening gemaakt, deze werd wel goedgekeurd. Architect Alphons Boosten overleed plotseling in 1950, maar dit gooide geen roet in het eten.  In 1951 begon de bouw van de kerk. Uiteindelijk werd de kerk in 1952 opgeleverd en in gebruik genomen. In 1976, 1985 en 2000 werden er nog enkele (kleine) aanpassingen gedaan. De kerk heeft de hoogte kerktoren van de gemeente.
- De Sint-Norbertuskerk uit 1962. De kerk is ontworpen door Henricus Maria Koldewey, en in 1962 gebouwd. De moderne, naoorlogse kerk is gebouwd om de - in die tijd - nieuw te bouwen wijk Molenveld te voorzien van een eigen kerk. In de wijk werden in de jaren 60 ongeveer 1200 woningen gebouwd. Voor de bouw van de kerk werd geld ingezameld, en uiteindelijk waren de totale kosten voor de kerk 393.680 gulden. De eerste plannen werden in 1961 voorgelegd, en na enkele kleine aanpassingen werden het verbeterde plan begin 1962 goedgekeurd. In april 1963 werd de eerste steen gelegd, en de bouw werd in december van dat jaar afgerond. De kerk is in 2011 onttrokken uit de eredienst. De luidklokken zijn overgebracht naar een nieuw te bouwen kerk in Urk. Het gebouw is later omgebouwd tot school.

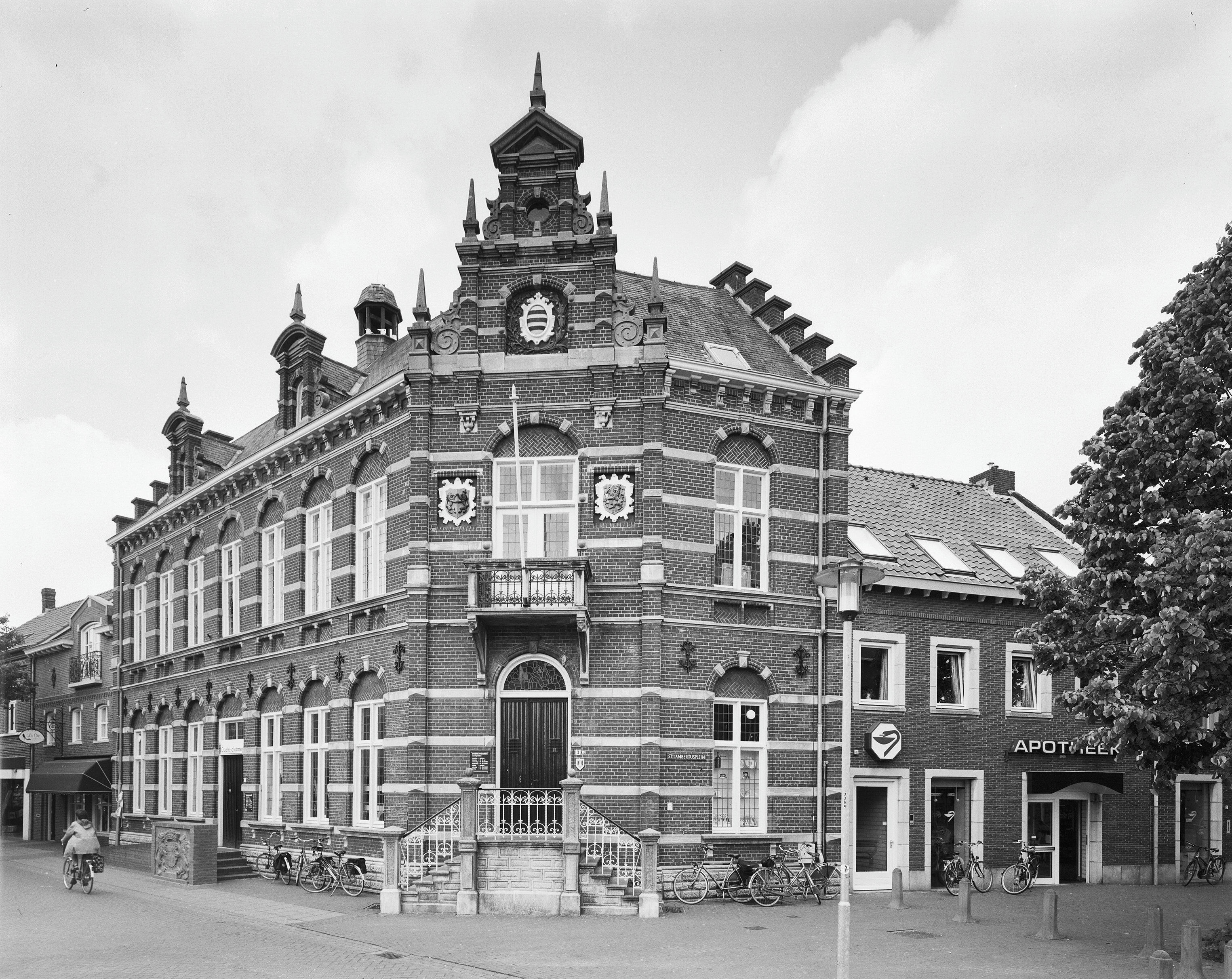
Raadhuis in 2001

- Voormalig raadhuis, uit 1890, aan Sint-Lambertusplein 3a. Het karakteristieke gebouw werd gebouwd in 1890. Het werd ontworpen door architect Jan Jorna uit Roermond (stad). In 1909 werd het gebouw uitgebreid aan de achterzijde. Ook in 1939 werd het gebouw uitgebreid. Er werd een archiefruimte en schuilkelder gebouwd, met het vooruitzicht op de aankomende oorlog. In de Eerste Wereldoorlog liep het gebouw al enige schade op, maar ook de Tweede Wereldoorlog kwam het gebouw niet ongeschonden door. Er werd een klok gestolen, in de zogenoemde kerkklokkenroof in 1942 en alle ramen waren kapot. Het gebouw diende in die tijd als gemeentehuis en harmoniezaal. In 1962 werd besloten om een nieuw gemeentehuis te bouwen. Deze werd in 1974 in gebruik genomen. Tegenwoordig wordt het gebouw gebruikt als VVV-kantoor en restaurant.

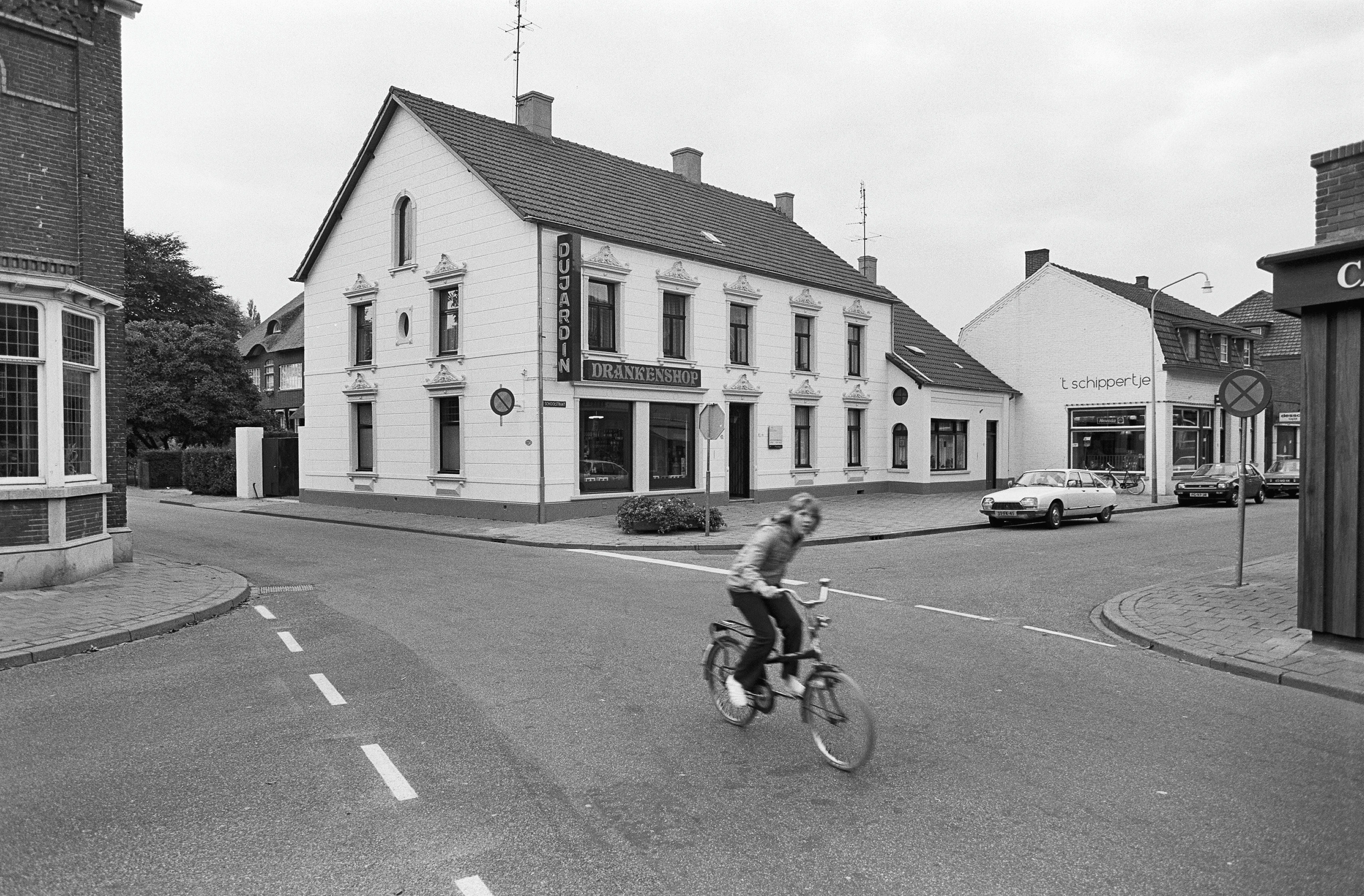
Voormalige brouwerij als drankenhandel, in 1979

- Voormalige brouwerij, uit 1850, aan Schoolstraat 1. Het gebouw is omstreeks 1850 gebouwd, waarschijnlijk door een plaatselijke timmerman. De cementering en de versierselen werden rond 1900 aangebracht. Het gebouw werd gebruikt als brouwerij, en later als drankenhandel. Het gebouw is onlangs gerestaureerd en er hebben in de tussentijd verschillende restaurants in het pand gezeten. Anno 2024 zit er een muziekcafé in het pand.

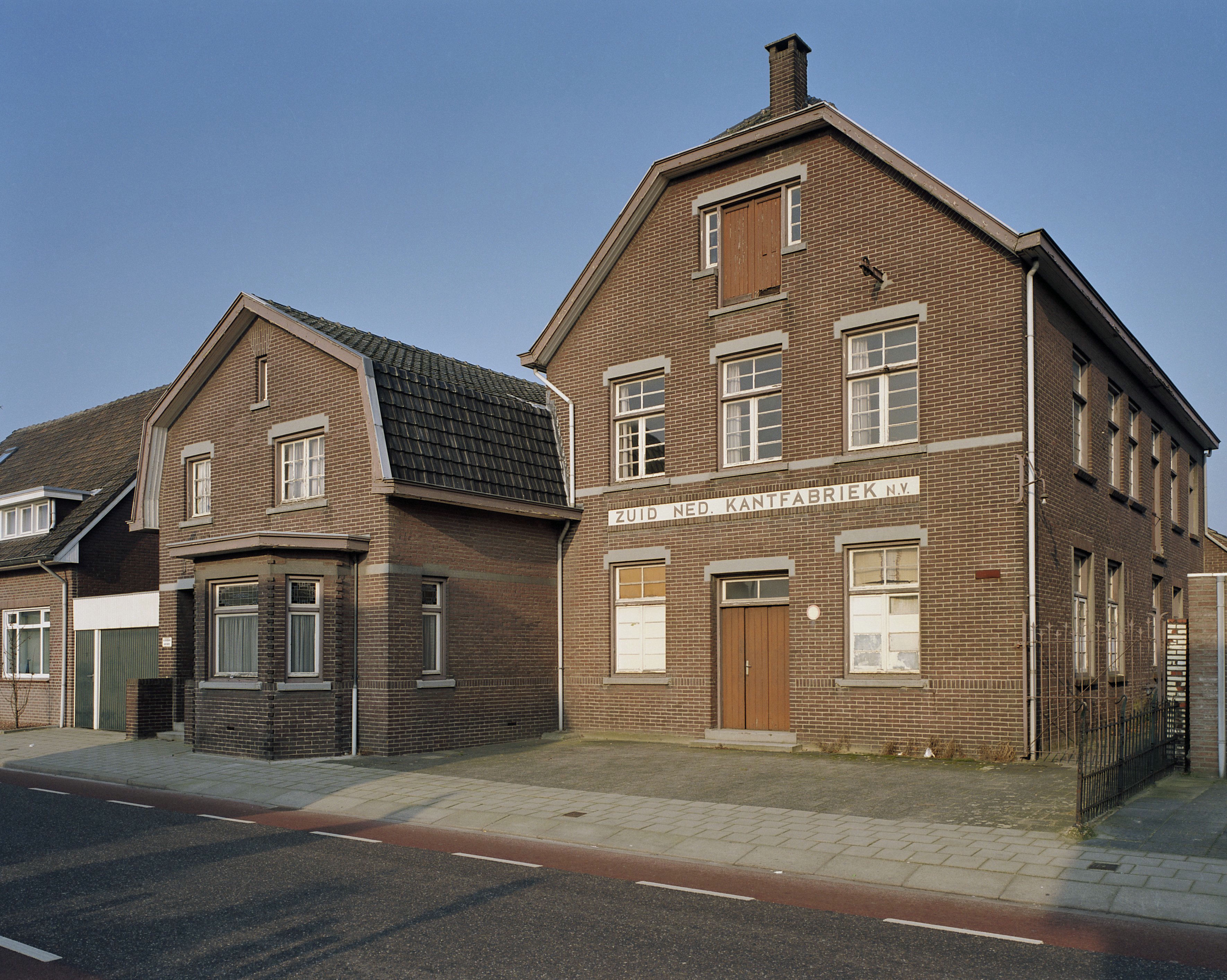
Museum Zuid-Nederlandse Kantfabriek

- Zuid-Nederlandse Kantfabriek, aan Americaanseweg 8, nu een museum. Het gebouw werd ontworpen door H.P.J. Duijf, en in 1930 werd het gebouw in gebruik genomen als fabriek voor het vervaardigen van kant. De fabriek werd in 1928 opgericht en vestigde zich in 1930 op de Americaanseweg in Horst en heeft tot 2006 deze functie gehad. Hierna is het museum geworden. Het museum is aangesloten bij de Nederlandse Museumvereniging en is daarnaast erkend als ANBI. In het museum vindt men nog tal van (werkende) textielmachines, een uitgebreide verzameling artistieke kantwerken en andere textiele kunstwerken. Ook is er in het museum een documentatiecentrum te vinden. Het documentatiecentrum heeft een uitgebreide uitleenbibliotheek met meer dan 9000 handwerk- en textielboeken, uniek voor Nederland. Daarnaast is er een bibliotheek met de streekgeschiedenis van Horst en is er een afdeling genealogie.
- Het Koperslagersmuseum, aan Gasthuisstraat 46. In het museum worden vele koperen en tinnen voorwerpen tentoongesteld. Het museum richt zich vooral op het ambacht van de koperslager en heeft de meest complete collectie van oude koperslagersgereedschappen in West-Europa. Ook staat er een uitgebreide verzameling van rood- en geelkoperen voorwerpen, van de 17e eeuw tot nu[3].
- Voormalige school, aan Molenstraat 1 t/m 29. De voormalige lagere school werd gebouwd in 1921, en werd ontwerpen door Caspar Franssen, uit Roermond. De nieuwe school werd gebouwd als vervanging van de oude Weisterbeekschool die dateerde uit 1863. Het schoolgebouw bestond uit 12 klaslokalen, en was daarmee een groot gebouw in die tijd. Het gebouw heeft een T-vormig dak met in het midden een rond torentje met een windvaan waarin het jaartal 1921 verwerkt is. De school is later in de 20e eeuw verhuist naar een nieuw gebouw één adres verderop, omdat het aantal leerlingen bleef groeien. Het gebouw wordt nu gebruikt als appartementencomplex.

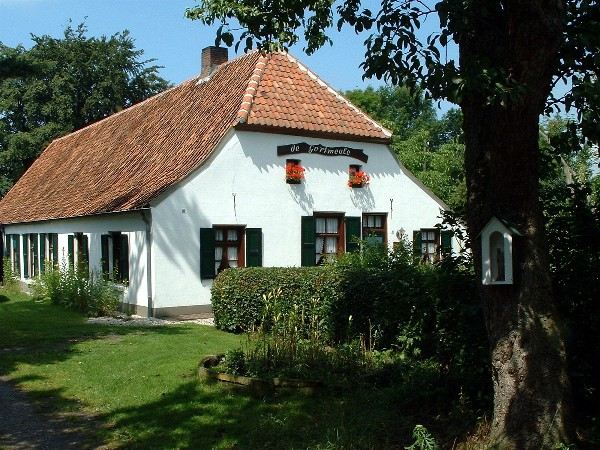
Boerderij De Gortmeule

- Boerderij De Gortmeule, aan Gortmolenweg 19, uit de 17e eeuw. Deze boerderij bestaat uit twee delen, waarbij het eerste gedeelte gebouwd is rond 1600 en het tweede gedeelte in 1915. Achter het woonhuis bevindt zich een eenvoudige wagenschuur (landelijke monument) daterend uit circa 1920 met zadeldak en rieten wanden. Dit is de enige in Noord-Limburg. Achter de oude varkenskooien staat de sopketel, vroeger gebruikt om varkensvoer en de was te koken, maar ook om zich bij te wassen. Ook de originele paardenstal staat nog op het erf. Voor het huis bevindt zich de oude waterput met putwip. Op 300 meter van de boerderij staat een monumentale eikenboom. Bij deze boom is in 1915 een veldkruis geplaatst: het zogenaamde 'Gortmeules Kruus'. Aansluitend aan de huiskavel ligt 1,5 hectare grond, wat vroeger Het Gortmeulens Ven heette. Dit is een uitloper van natuurgebied de Castenrayse Vennen. De boerderij valt onder het type Hallenhuisboerderij en is in de periode 1977-1978 gerestaureerd. Tegenwoordig is er ook een camping gevestigd op het terrein[4].

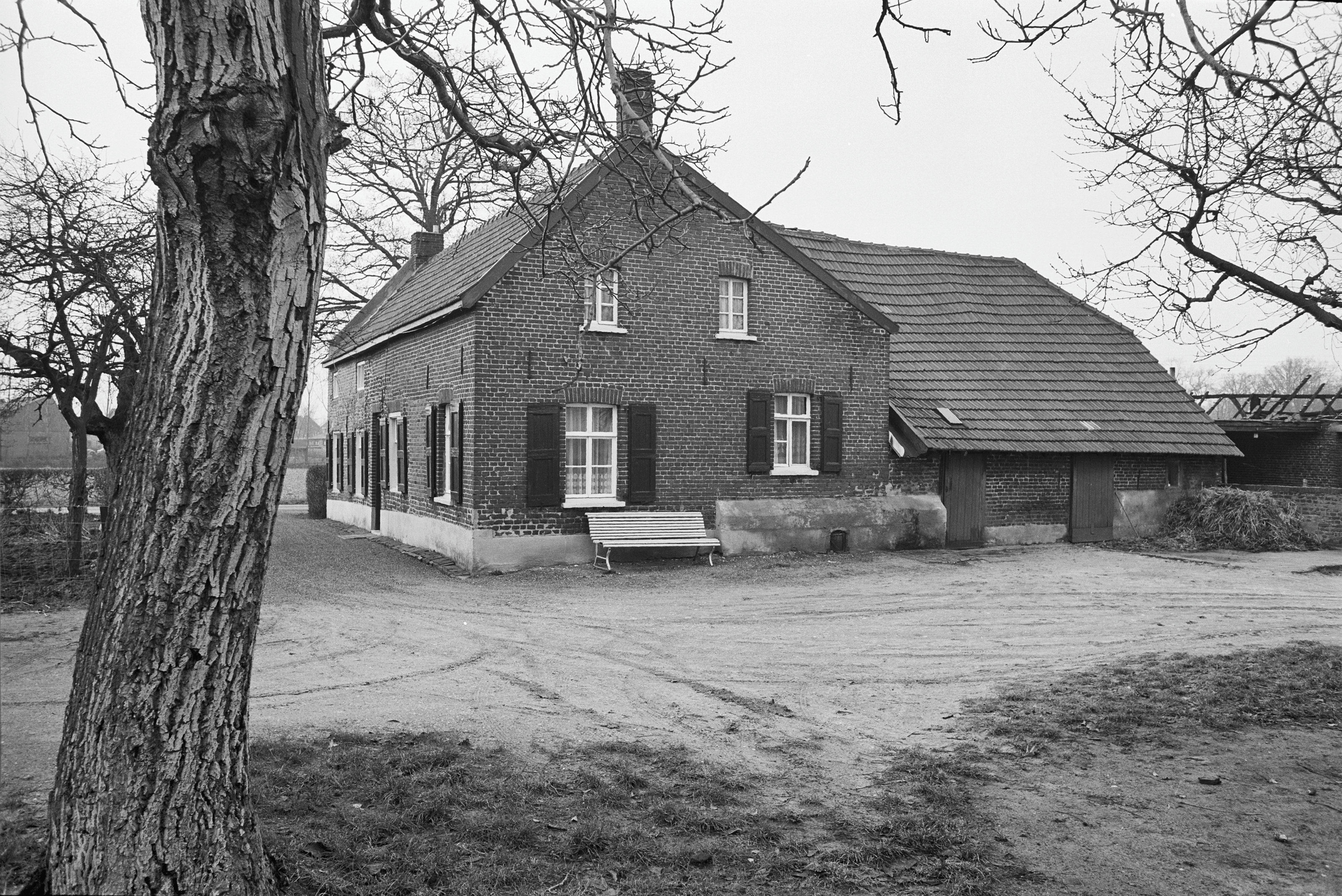
Hof de Risselt, in 1977

- Boerderij Hof de Risselt, aan Gastendonkstraat 36, uit de 18e eeuw. De eerste vermeldingen van de boerderij stammen uit de 15e eeuw, namelijk uit 1424. De boerderij bezat een landgoed van, naar schatting, 10 ha.  De boerderij in zijn huidige staat, stamt uit de 17e of 18e eeuw. Het landgoed is inmiddels veranderd in woonwijk De Risselt.

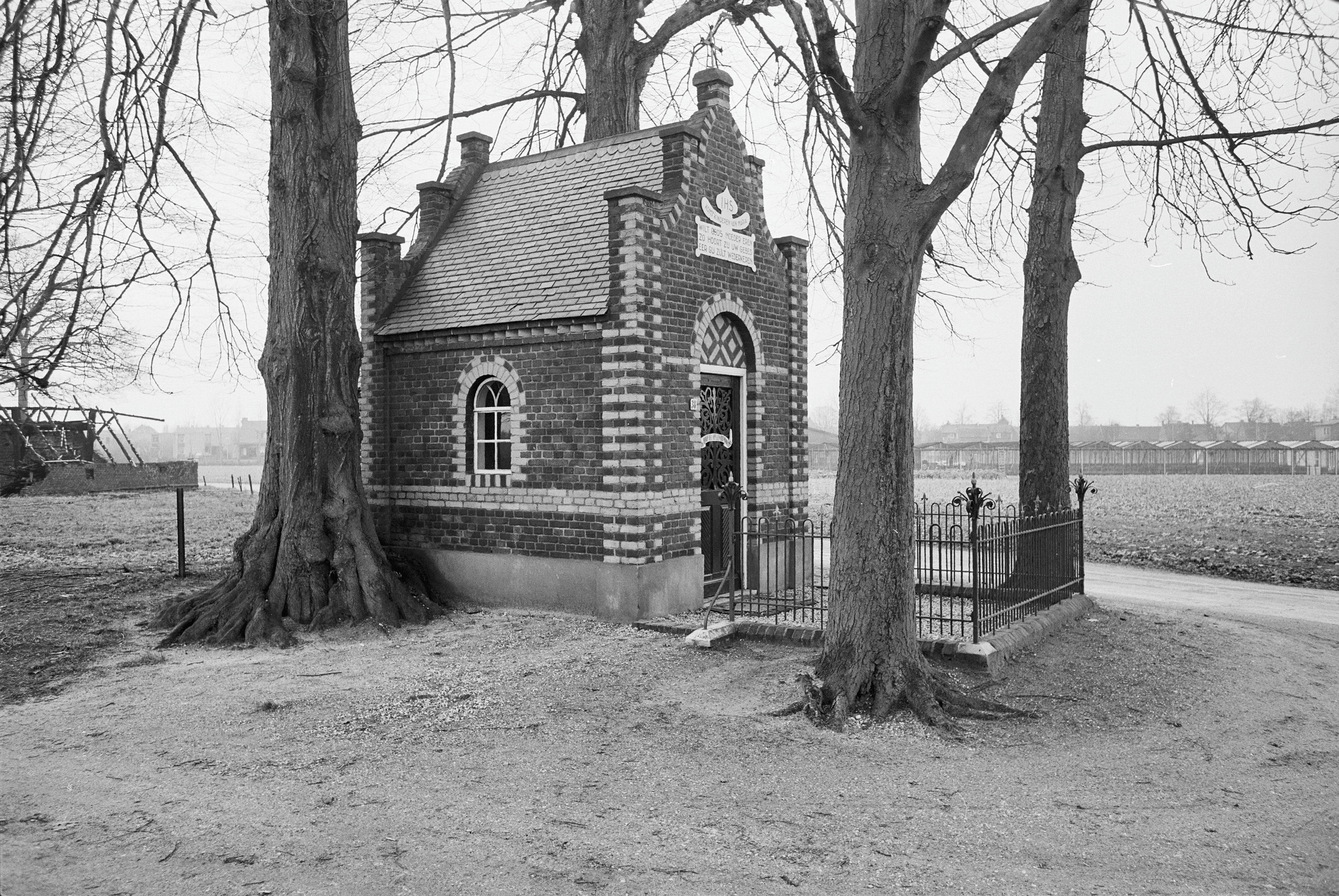
Risseltkapel, in 1977

- Risseltkapel, aan Gastendonkstraat 38, uit de 18e eeuw. Het eeuwenoude kapelletje bestaat waarschijnlijk uit twee delen, waarbij het oudste deel gebouwd is rond 1700.  Omstreeks 1900 is er een grotere bidkapel tegenaan gebouwd in eclectische stijl, met een in- en uitgezwenkte voorgevel. In 1983 is de kapel gerestaureerd. Over het kapelletje is ook een lied geschreven, door Cor Kuipers (inmiddels overleden). Aanvankelijk stond het kapelletje in het buitengebied van Horst. Tegenwoordig is het gebouw omringd door woningbouw. Toch staat het op een rustige, afgelegen plek.
- Sint-Jozefkapel
- Gedachteniskapel op het oude kerkhof
- Bulthoevekapel

### Evenementen
- Elke dinsdag vindt de weekmarkt plaats in Horst-centrum.
- Op 1 januari vindt jaarlijks de nieuwjaarsduik plaats bij de kasteelse bossen in Horst.
- De jaarlijkse carnavalsparade vindt plaats op het Wilhelminaplein op carnavalszaterdag.
- In april wordt jaarlijks de Truckrun gehouden. Minder valide mensen rijden dan in een grote stoet mee in verschillende trucks.
- In juni wordt in de Mèrthal sinds 2015 het OMG! indoor festival gehouden.
- Op 28 december vindt sinds 2015 jaarlijks De Hôrster Kwis plaats in Horst.
- In het eerste weekend van oktober wordt jaarlijks het foute muziekevenement 'We Like it Fout' in de Mèrthal georganiseerd!

### Recreatie

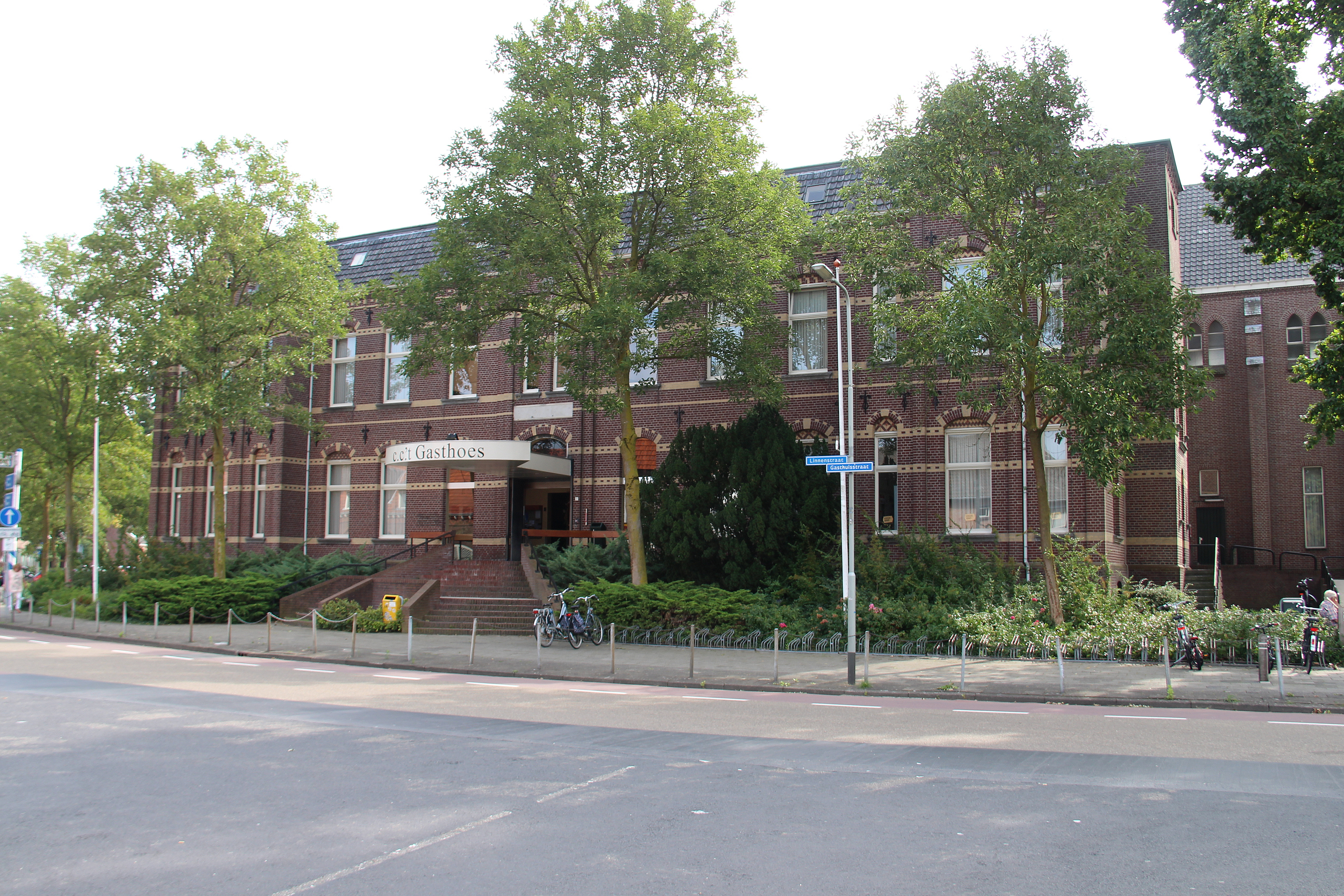
Cultureel centrum 't Gasthoes

In Horst zijn veel mogelijkheden op het gebied van recreatie. Enkele voorbeelden hiervan zijn:
- Een trampolinepark (Jump XL Horst)
- Een zandstrand/ligweide bij de Kasteelse Bossen.
- Cultureel centrum 't Gasthoes met o.a. een dans- en toneelschool, judoclub en theatervoorstellingen.
- Het Aardbeienland, een themapark met o.a. een terras en museum.
- Zwembad de Berkel (binnenzwembad)
- Een casino
- Diverse uitgaansgelegenheden op het Wilhelminaplein

#### Musea
- Zuid-Nederlandse Kantfabriek
- Het Koperslagersmuseum
- De Oudheidkamer van Horst

### Carnaval
Tijdens het jaarlijkse Carnaval draagt Horst de naam 'Dreumelrijk'. De naam verwijst naar een Horster benaming voor een 'draadje'. In het Horsters wordt/werd dit een 'dreumel' genoemd. Vroeger stond Horst bekend om zijn textielindustrie. De Horster carnavalsvereniging heet C.V. D'n Dreumel, opgericht in 1962. Sinds 1963 komt ieder jaar de zogenoemde 'Dreumelprins' uit. Horst kent sinds 1957 al een jeugdcarnaval. Met carnaval zijn er in Horst twee optochten: de grote optocht (zondag) en de jeugdoptocht (maandag). Op carnavalsdinsdag vindt de Boerenbruiloft plaats. D'n Dreumel heeft ook een eigen carnavalslied. Op de site van de carnavalsvereniging zijn alle prinsen vanaf 1963 te vinden.

### Winkelgebied
Het Horster winkelgebied bestaat voornamelijk uit de Kerkstraat, Steenstraat, Sint-Lambertusplein, Veemarkt en Wilhelminaplein.
Het centrum van Horst bestaat uit meer dan honderd winkels en speciaalzaken. Iedere vrijdag is er koopavond, dan zijn alle winkels tot negen uur geopend. Daarnaast is er iedere eerste zondag van de maand koopzondag. Sommige supermarkten zijn sowieso iedere zondag geopend. Ook vindt er iedere dinsdag van 9.00 tot 12.00 uur de weekmarkt plaats. Wekelijks zijn er op de markt zo'n zeventig marktkramen te vinden. Het Wilhelminaplein staat bekend om zijn terrasjes en horecagelegenheden, in december en januari staat hier ook een ijsbaan. Het centrum van Horst is autovrij. Rondom het centrum is parkeergelegenheid voor meer dan duizend auto's, verspreid over vier grote parkeerplaatsen en een parkeergarage. Twee keer per jaar is er kermis in Horst, in mei en september.

## Onderwijs
Basisscholen
- Basisschool de Weisterbeek
- Basisschool de Doolgaard
- de Twister, bestaande uit een reguliere basisschool en een school voor speciaal basisonderwijs.

Middelbare scholen
- Dendron College
- Yuverta (voorheen Citaverde College)

Middelbaar beroepsonderwijs (mbo)
- Gilde Opleidingen (Bouwkunde en elektrotechniek)

## Sport
In Horst zijn de volgende sportverenigingen gevestigd:
- Atletiekvereniging De Peelrunners
- Handbalvereniging HCW Wittenhorst
- Hockeyclub HC Horst
- Korfbalvereniging SV Oxalis
- Schaakclub SV Horst '76
- Tafeltennisclub TVV Armada
- Tennisclub HTC Horst
- Vechtsportvereniging Budoclub Horst (Judo en Jiu-Jitsu)
- Visvereniging HSV 't Bliekske
- Voetbalvereniging RKSV Wittenhorst
- Volleybalvereniging HOVOC
- Zaalvoetbalafdeling van RKSV Wittenhorst
- Zwemclub HZPC

## Openbaar vervoer
Bus

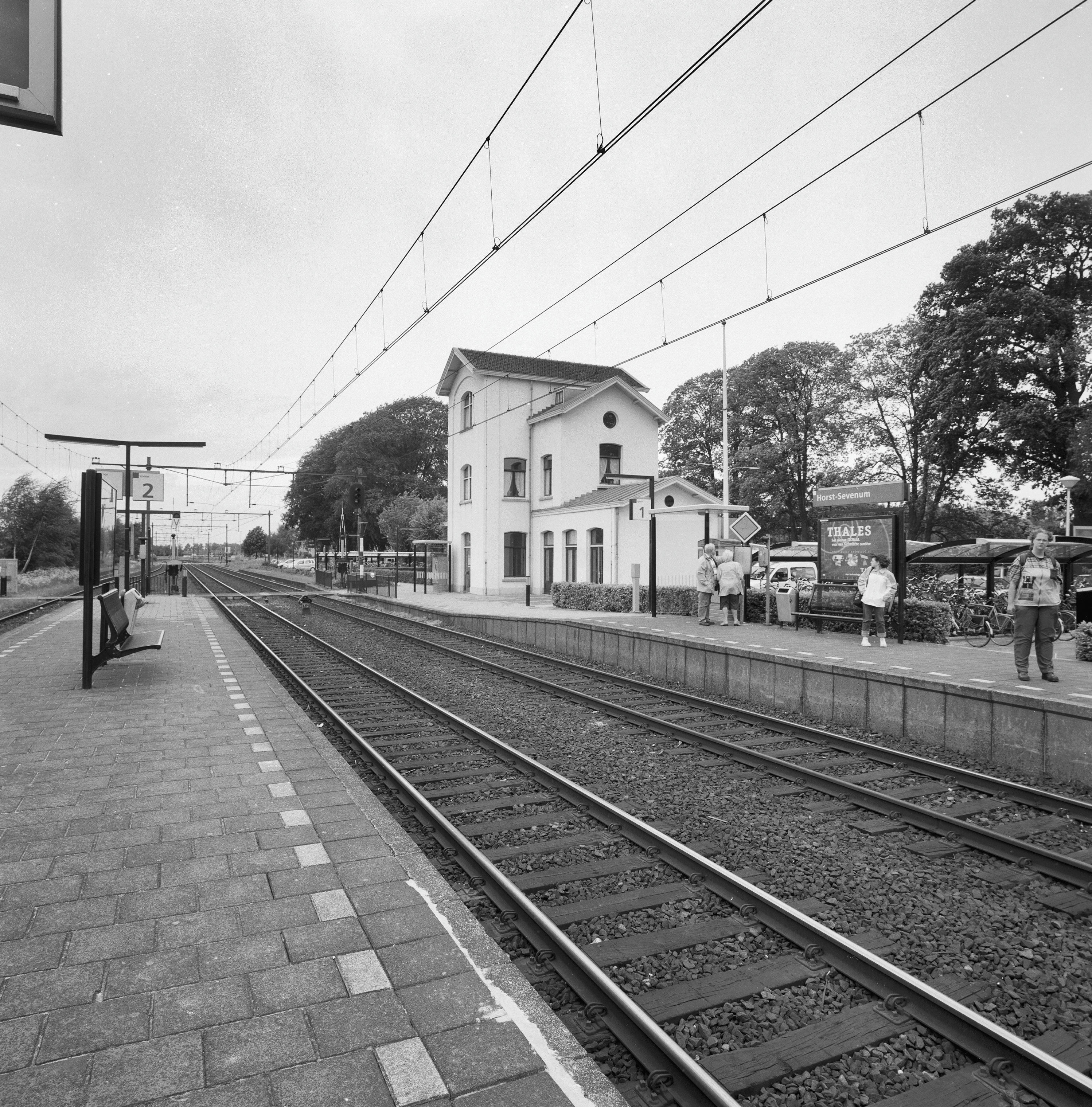
Station Horst-Sevenum, in 2001

- Lijn 79 (Arriva) van Horst naar Panningen
- Lijn 86 (Arriva) van Horst (via Blerick) naar Venlo
- Lijn 87 (Arriva) van Venray (via Leunen, Castenray, Horst en Sevenum) naar Venlo
- Lijn (2)89 (Arriva) van Horst naar Venray
- Lijn 279 (Arriva) van Lottum (via Horst en Sevenum) naar Evertsoord

Trein
- Station Horst-Sevenum

Sinds 1866 heeft Horst en omgeving de beschikking over een treinstation. Het treinstation ligt een kilometer of twee ten zuiden van Horst en 2 kilometer ten noorden van Sevenum. Dit is ook de reden dat het station de naam Horst-Sevenum heeft gekregen. Het station ligt op de spoorlijn Venlo - Eindhoven. Op het station stopt sinds 15 december 2024 de intercitytrein van station Venlo naar station Dordrecht, hiermee heeft Horst een directe verbinding met steden als Venlo, Helmond, Eindhoven, 's-Hertogenbosch en Utrecht. Voorheen ging de intercity van Venlo naar Den Haag Centraal. Het station bestaat uit 2 sporen en 2 perrons. Op het station is een winkel en een Bed & Breakfast gevestigd.

## Fotogalerij

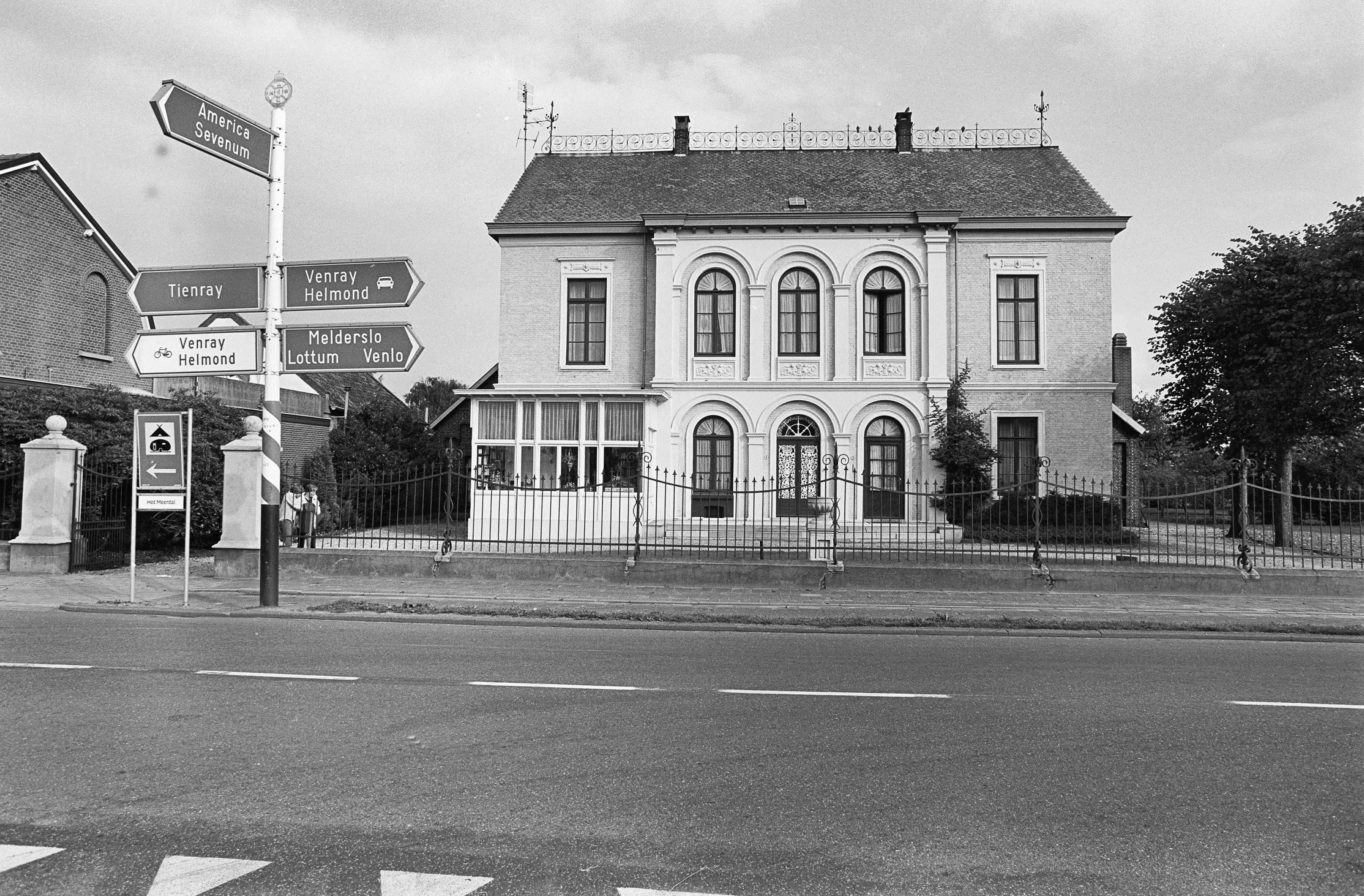
Karakteristieke villa, Venloseweg 1-3
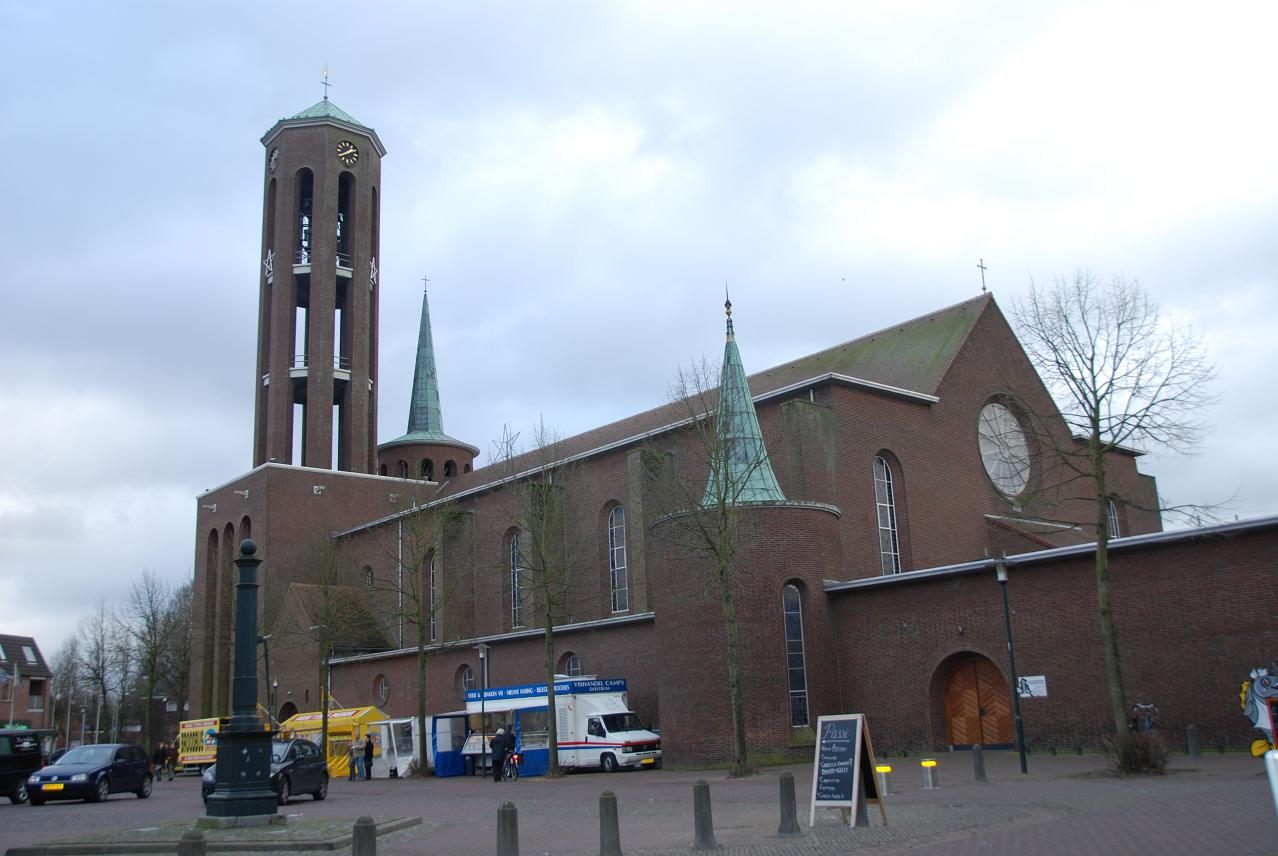
St. Lambertuskerk (Horst)
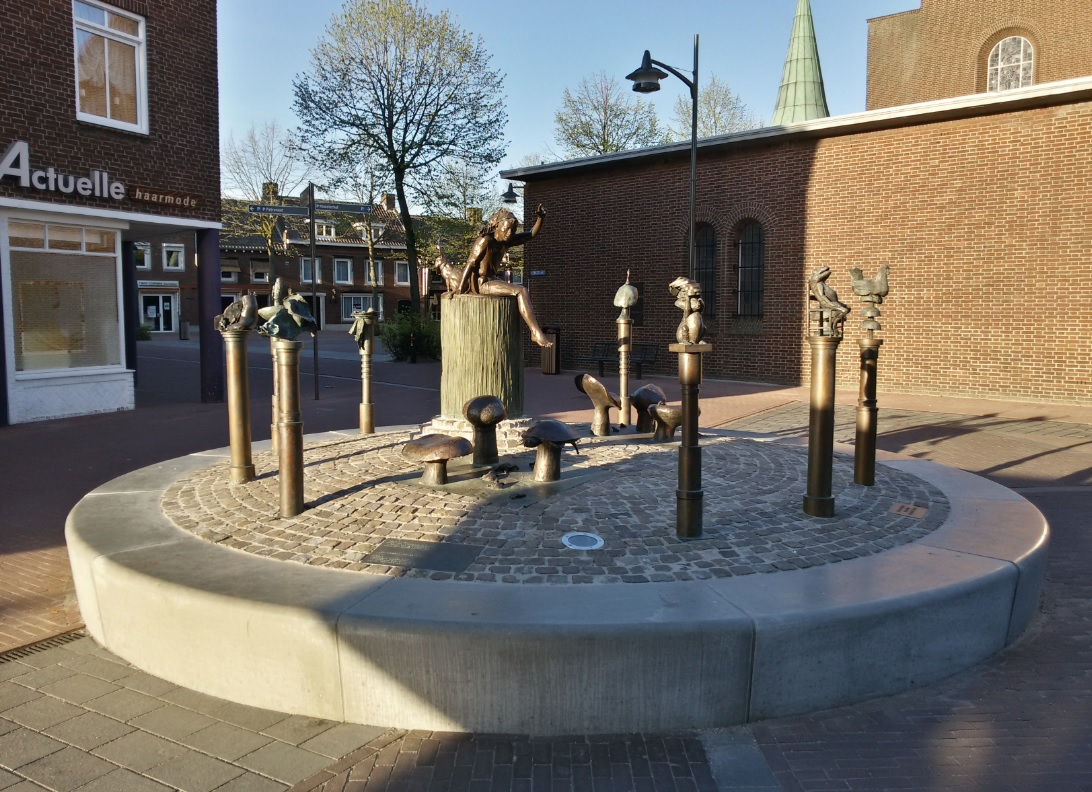
Peelkabouters van Horst
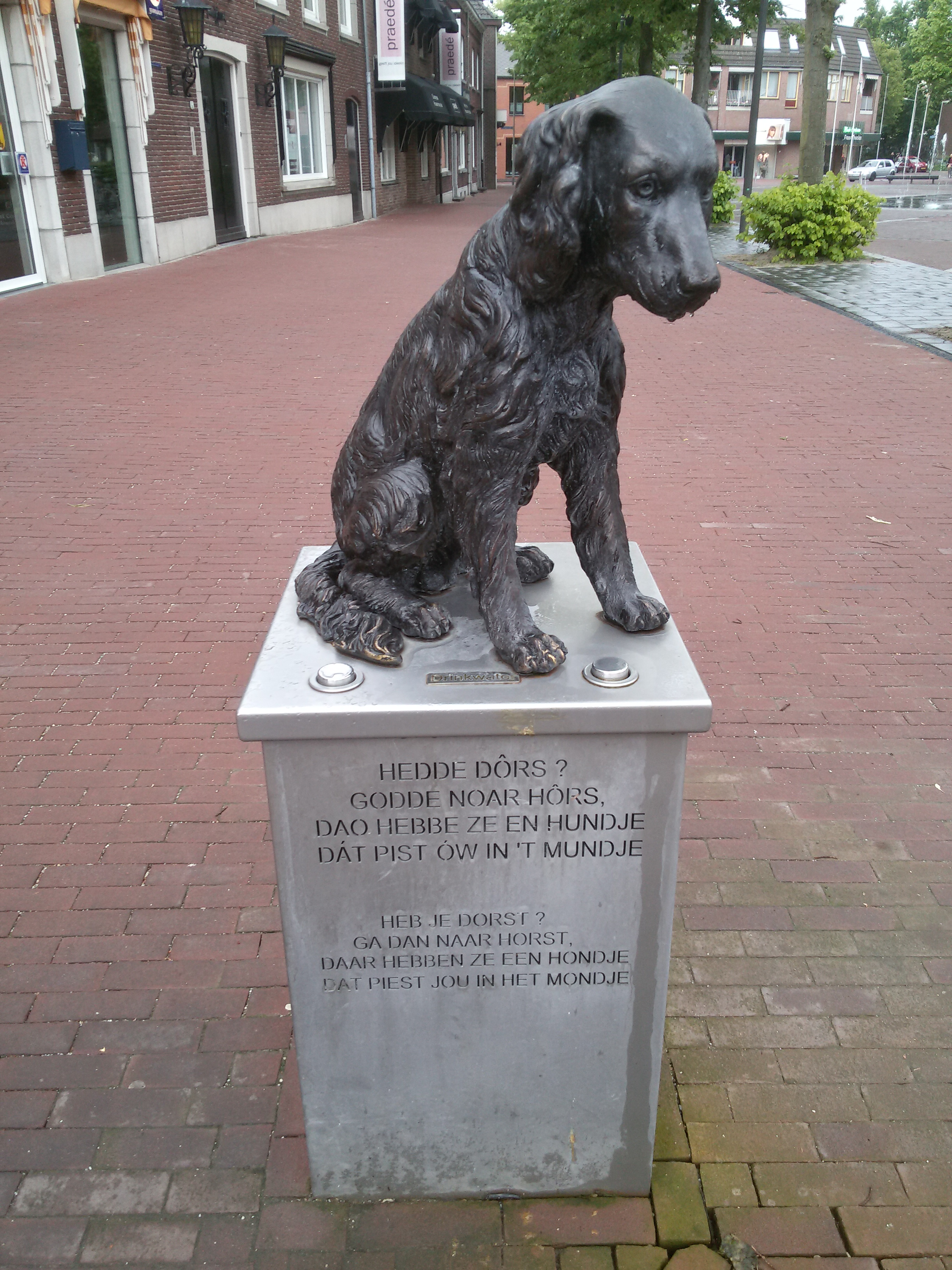
Het Horster hondje
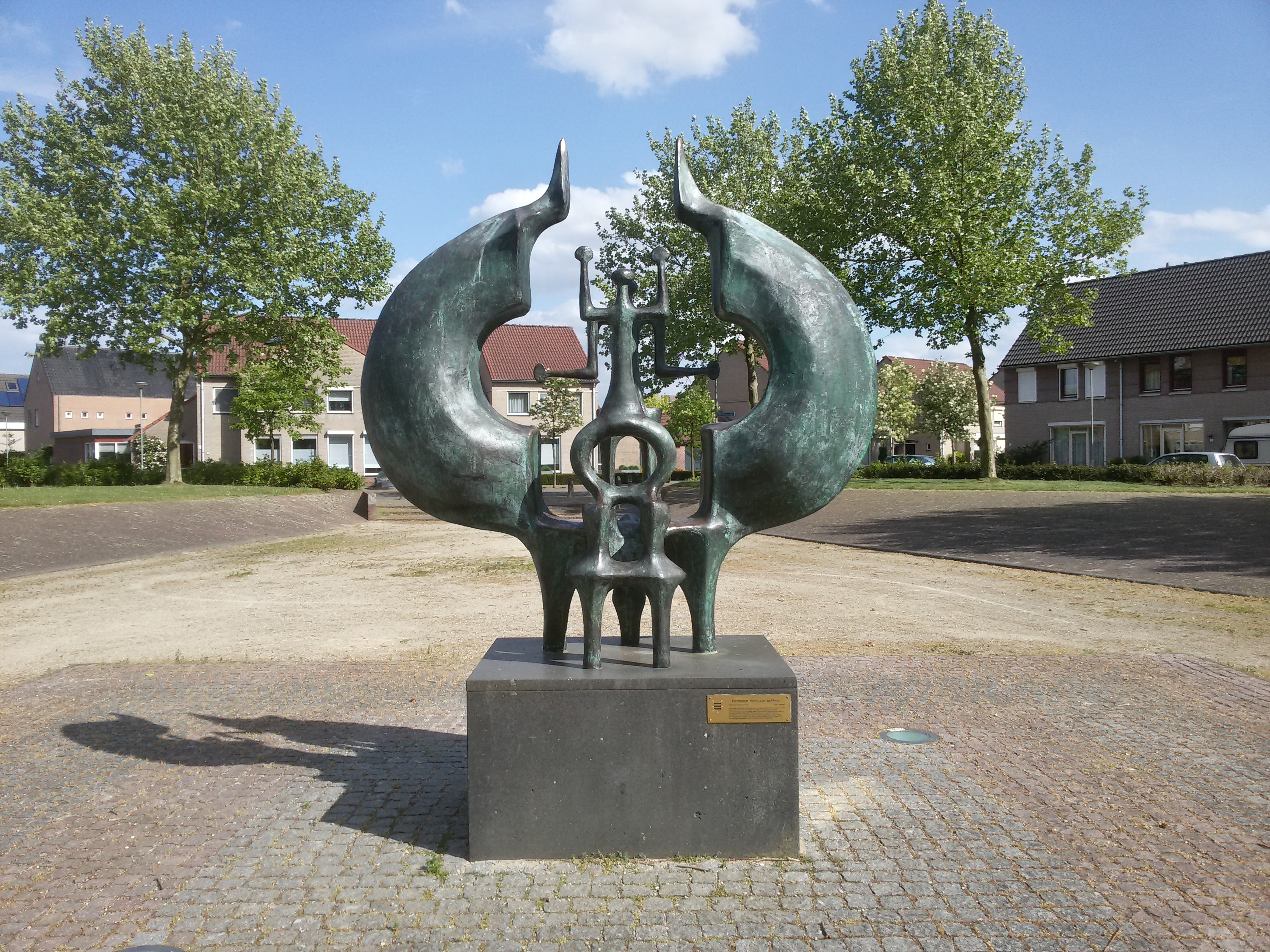
'Geborgen Samen'
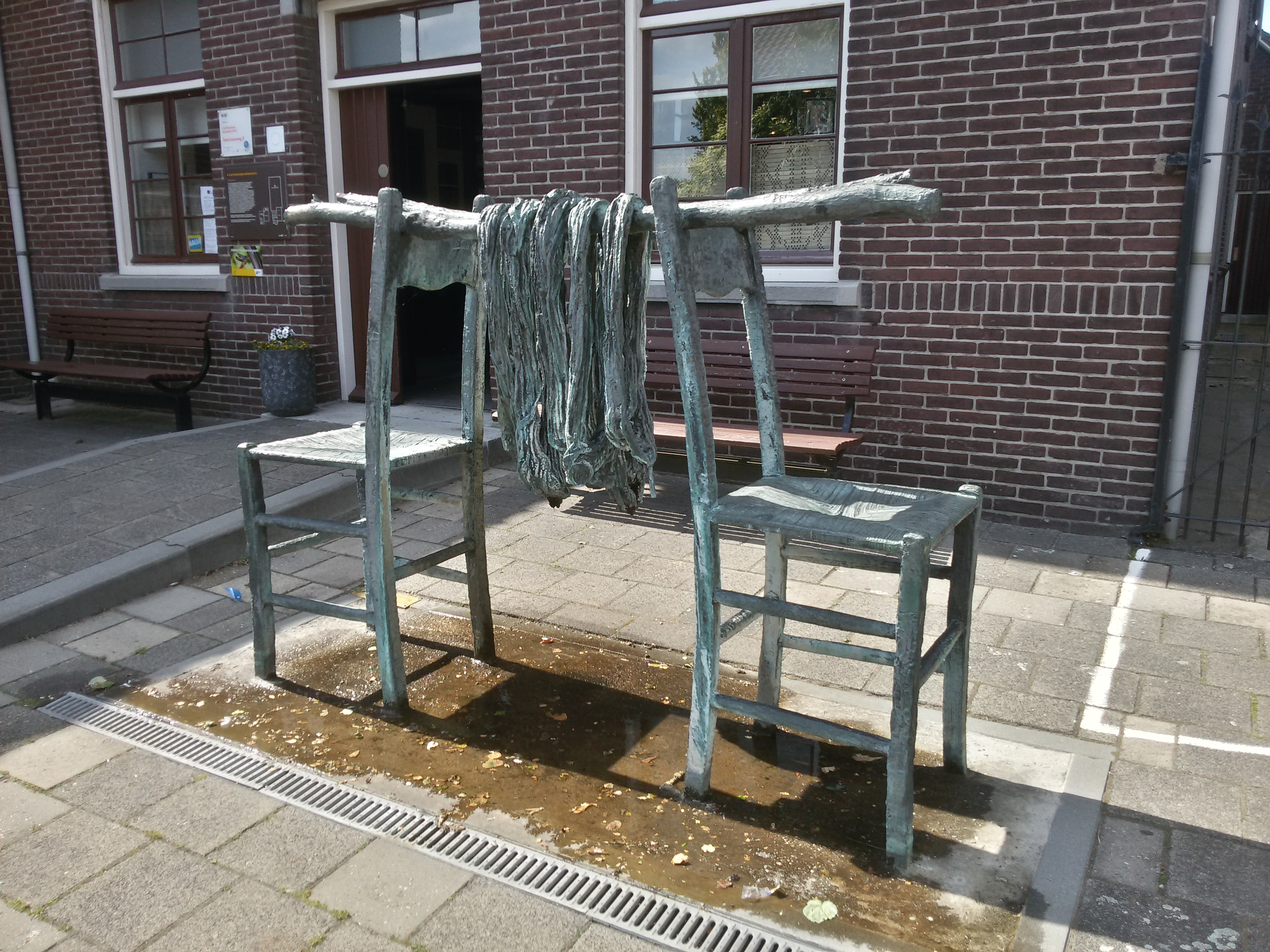
Beeld bij Zuid-Nederlandse Kantfabriek
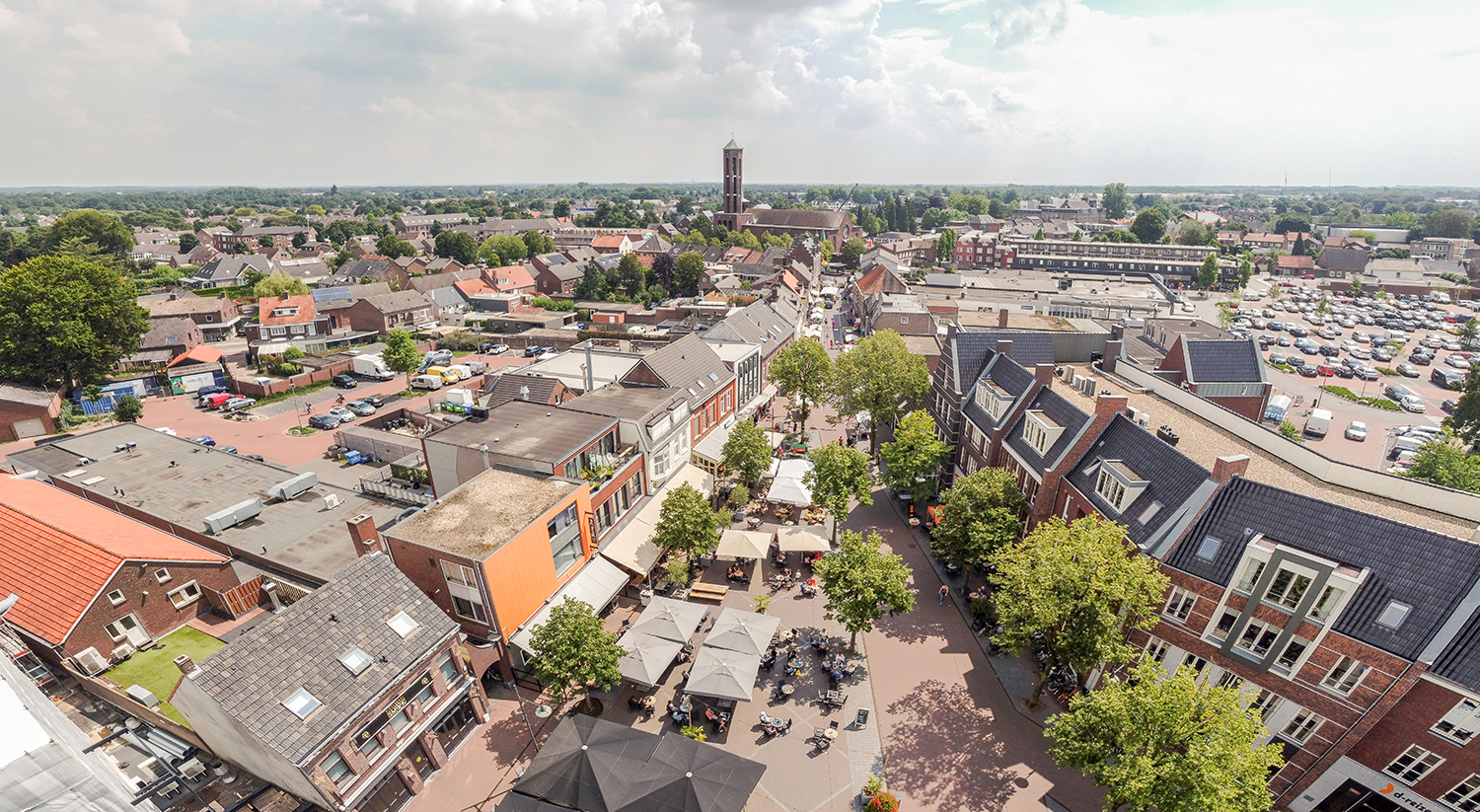
Centrum van Horst

## Nabijgelegen kernen
Castenray, Meterik, Hegelsom, Grubbenvorst, Melderslo, Tienray, Sevenum